# RNCワイドニュースプラス1
『RNCワイドニュースプラス1』（アールエヌシーワイドニュースプラスワン）は、1993年4月から2006年3月まで西日本放送で放送されていたローカルニュース番組である。香川県・岡山県のローカルニュースを伝えていた一方で料理コーナーも設けるなど、情報番組としての側面も併せ持っていた。
2006年4月3日、日本テレビ発の夕方のニュースが『NNNニュースプラス1』から『NNN Newsリアルタイム』へ移行するのに合わせ、この番組も『RNC Newsリアルタイム』と改題リニューアルした。

## 放送時間の変遷
- 17:30 - 19:00 （1993年4月 - 1996年9月）
- 17:27 - 19:00 （1996年10月 - 2000年9月）
- 16:56 - 19:00 （2000年10月 - 2004年3月）
- 17:25 - 19:00 （2004年4月 - 2006年3月）

## 概要
タイトルに「ワイドニュース」とある通り、キー局の日本テレビが18時開始時代（1996年9月まで）から17:30より放送されていた。当時のローカルニュースの放送時間としては本番組が一番長かった。キャスターも開始当初は3人体制だった。その後、1996年10月になって本家『プラス1』が17:30開始になった際に17:27開始となり、本家の17時台を一部ネット（冒頭のキャスター挨拶と主なニュース2・3本程度）していた。オープニングでは西日本放送本社の屋上から中継され、主に伊達典子（RNCアナウンサー）がその場で最新の天気を伝えた後、スタジオに映像が切り替わりキャスター挨拶と内容紹介を行ったのに続いて日本テレビ送出の映像に切り替えていた。
2000年10月より本家『プラス1』が17時開始に拡大したため、系列局ではリニューアル後の17時台のネットを初めて実施。放送時間もローカルは先行して16:56となる。当然のことながら天気予報がそのまま関東ローカルだったために完全ネットとはいかず、17時台後半（時期によってぶれはあるが、基本的に「いちなな情報」が終わった後の10 - 15分程度）は自社ローカルの差し替えを実施。2001年9月リニューアル後は「エンタメ5」を差し替えてローカルニュース枠を拡大していたが、2002年4月に「エンタメ5」もネット受けするようになり、ローカル天気を除いて100%東京発のフルネットとなった。
ちなみにNNN系列の夕方枠はローカルワイドを編成している地域が多い中で17時台のパートをその後ネットしたのは鹿児島讀賣テレビ、『おかえりテレビ』として放送している南海放送くらいであった（エンタメ5コーナーをネットしている局はいくつかあった）。現在の『リアルタイム』→『news every.』になると17時台フルネット局は増加している。
2002年10月の本家『プラス1』リニューアルでタイトルデザインが変更になったが、RNCでは変更は無く、旧タイトルが使われた（後に変更される）が、CMに入るBGMは日本テレビと同じものになる。オープニングは変わらず独自のものであったが、ローカル枠のオープニングでは3代目のもの（災害現場や夜明けの町を撮影するカメラマンの映像に続きモニターの向こうの子供がタイトルロゴをタッチするもの）を使用していた時期もある。
2005年夏季には地元他局に先駆けてキャスターの服装のクール・ビズを実施した。『RNC Newsリアルタイム』に変わった2006年以降（2005年・2006年には6月 - 8月、2007年以降は6月 - 9月）も実施。
かつてはCM前ジングルや提供スペースのBGMがキー局よりも1世代前のものを使用していた時期もあったが、末期にはキー局と統一した。なお、CM前は特に項目などは読み上げていない。また、時期は不明だが「サタデー」のエンドカードに関しては初代ロゴを使用していたこともあり、ブルーバックであった（カラーになったのは次番組から）。

### 『RNC Newsリアルタイム』に移行した主なコーナー
- 香川・岡山のニュース
- 旬の料理〜木場巳雄のひと技（月曜日、月2回放送）
- 道を歩けば（毎週水曜日）
- 3海ネット（毎週金曜日） - 日本海テレビ・高知放送と同時ネット。

### 過去に放送されたコーナー
- 環境リポートEふるさと - 1994年4月から2000年10月までの放送。番組公式サイトには1999年10月から放送されたものが掲載されている。
- 特選うどん遍路 - 四国新聞「オアシス」とのコラボレーション企画。当初は植松おさみ（当時西日本放送アナウンサー）が担当していたが、後に山口喜久一郎（当時西日本放送アナウンサー）に交代。その後は一旦終了するものの、2009年9月より『RNC NEWSリアルタイム』内で再開。担当は野口恵（当時西日本放送アナウンサー）が引き継いだ。現在でも『RNC news every.』内にて放送中。
- 東京最新版 - 日本テレビ以外のNNS加盟局向けに制作されていた、東京都内の最新スポットを紹介していたミニ番組。RNCではこの番組の中で放送されていた。2000年3月まで17時台に放送。
- プラス1特集 - 日本テレビの関東ローカル枠で放送されていた特集コーナー。2001年頃から録画ネットで17時台に放送。その後、祝日を中心に不定期で放送された。

## 出演者
特記の無い人物は全員西日本放送のアナウンサー（後に離職した人物も含む）。

### ニュースキャスター
- 山口喜久一郎
- 植村智子

### 料理コーナー
- 宮宇地美穂
- 木場巳雄（フランス料理レストラン『ポワ・エ・デュポン』シェフ）

### 天気予報
- 宮宇地美穂（月曜・木曜担当）
- 図子靖代（火曜・金曜担当）
- 榎本麗美（水曜担当）

### 過去のキャスター
- 小野修一（当時西日本放送記者）
- 鴨居真理子
- 日野真
- 岸たけし
- 伊達典子